# Siège de Fushimi
Le siège de Fushimi d'août-septembre 1600 est une bataille cruciale dans la série menant à la décisive bataille de Sekigahara qui met fin à l'époque Azuchi Momoyama de l'histoire du Japon. 

## Déroulement des événements
Le château de Fushimi est défendu par une troupe fidèle à l'armée de l'est de Tokugawa Ieyasu, conduite par Torii Mototada. Sachant sa défaite inévitable, le noble sacrifice de Torii détourne l'attention d'Ishida Mitsunari, ainsi que d'une partie de l'armée de l'Ouest de celui-ci, de ses forteresses du Nakasendō qui sont attaquées par Tokugawa pendant le siège de Fushimi. En fin de compte, le château tombe mais joue un rôle crucial en permettant de plus grandes victoires stratégiques pour Tokugawa.
Fushimi est construit quelques années plus tôt comme luxueux palais pour Toyotomi Hideyoshi mais est détruit par un tremblement de terre en 1596. Reconstruit par Tokugawa Ieyasu, il est placé sous la garde de Torii Mototada. Tandis qu'approche la guerre avec Ishida, Tokugawa comprend que le bâtiment serait une cible de choix pour ses ennemis parce qu'il est assez proche de Kyoto et garde la plupart de ses approches, et une fois passé, la ville elle-même. Alors qu'il visite le château, il parle de ses craintes à Torii qui assure son seigneur qu'il est prêt à se sacrifier, et le château, pour le plus grand gain stratégique de son seigneur. On dit même qu'il suggère de réduire la garnison afin de libérer des guerriers qui peuvent servir de meilleures fins à d'autres endroits. Sachant que le château tombera de toute façon, il ne juge pas nécessaire de sacrifier toute la garnison.
L'armée d'Ishida commencé son assaut le 27 août mais fait peu de progrès pendant dix jours. La garde du château résiste au siège pendant dix jours. À un moment donné, l'une des tours est même incendiée mais le sinistre est bientôt éteint par un membre de la garnison qui perd la vie ce faisant. En fin de compte, un message lié à une flèche est envoyé dans le château, expliquant que l'armée assiégeante a pris en otage la femme et les enfants de l'un des défenseurs et qu'elle les crucifiera à moins qu'il ne trahisse ses compagnons. Aussi, le 8 septembre, l'une des tours est incendiée à l'intérieur du château et un certain nombre d'hommes d'Ishida s'échappent. Le donjon central est ensuite incendié mais Torii et sa garnison continuent à se battre jusqu'à ce que tous, sauf 10, soient tués.
Puis Torii et sa famille se suicident et son sacrifice désintéressé est reconnu plus tard comme un excellent exemple de la loyauté et de l'honneur des samouraïs. Le château est repris par Tokugawa peu après à la suite de sa victoire à Sekigahara.
Les planchers en bois du château de Fushimi sont déplacés au temple bouddhiste Yōgen-in, également à Kyoto, où ils sont utilisés pour faire le plafond. Le plafond taché de sang est toujours visible dans le temple et les documents d'identification de l'époque identifient le corps et les taches de sang de Torii ainsi que ceux de ses serviteurs.

## Source de la traduction
- (en) Cet article est partiellement ou en totalité issu de l’article de Wikipédia en anglais intitulé « Siege of Fushimi » (voir la liste des auteurs).